# Archiphlebia
Archiphlebia là một chi bướm đêm thuộc họ Tortricidae.

## Các loài
- Archiphlebia endophaga (Meyrick, 1911)
- Archiphlebia rutilescens (Turner, 1945)